# Lista de navios da Marinha Portuguesa
ReEsta é uma lista dos navios da Marinha Portuguesa.

## Navios de guerra históricos

### Carracas (C), Naus (N) e galeões (G)
- São Gabriel (C) - 1497
- São Rafael (C) - 1497
- Flor de la mar (C) - 1502
- Esmeralda (C) - 1503
- Lobo Soares (c.1516)
- Santa Catarina do Monte Sinai (C) - 1520
- Santo António (C) - 1527
- São João Baptista (Botafogo) (G) - (c. 1534)

| Navio | Comissão  | Notas |
| ----- | --------- | ----- |
| Grifo | 15??–1542 |       |

- São Bento (C) -
- São Paulo - Wrecked 1561?
- Águia - Sank 1559
- Garça - Sank 1559
- Cinco Chagas (1560/61)

### Galeôes
| Navio                              | Comissão  | Origem            | Notas |
| ---------------------------------- | --------- | ----------------- | ----- |
| São Martinho                       | 1580–1588 | Reino de Portugal |       |
| [[Ficheiro:\|200px]] São Mateus    | 15??–15?? | Reino de Portugal |       |
| [[Ficheiro:\|200px]] Santo António | 15??–15?? | Reino de Portugal |       |
| [[Ficheiro:\|200px]] São Francisco | 15??–15?? | Reino de Portugal |       |
| [[Ficheiro:\|200px]] São Rafael    | 15??–15?? | Reino de Portugal |       |
| [[Ficheiro:\|200px]] São Sebastião | 15??–15?? | Reino de Portugal |       |
| [[Ficheiro:\|200px]] São Pedro     | 15??–15?? | Reino de Portugal |       |
| [[Ficheiro:\|200px]] São Cristóvão | 15??–15?? | Reino de Portugal |       |
| [[Ficheiro:\|200px]] São Miguel    | 15??–15?? | Reino de Portugal |       |

- São Martinho (G) -
- São Mateus (G) -
- São Cristóvão (G) -
- São Filipe (1583) (G) -
- São Luís (1585) (G) -
- São Marcos (1585) (G) -
- Santiago (1585) (G) -
- São João (1586) (G) -
- São Bernardo (1586) (G) -
- Relíquias (C) -
- São Tomé -
- Madre de Deus (C) -
- Santo Alberto -
- Cinco Chagas (C) -
- Santiago -
- Santo António (G) -
- Santo Amaro - Wrecked 1620
- Nossa Senhora da Conceição (C) (1620) -
- Santo Alberto (C) -
- São João Baptista (c. 1621) -
- Santa Teresa de Jesus -
- São Carlos - Wrecked 1622
- São José - Wrecked 1622
- São Francisco Xavier (C) -
- Santa Isabel (C) -
- Nossa Senhora da Conceição (C) -
- Santo André (G) -
- Misericórdia (G) -
- São Simão (G) -
- Nossa Senhora da Guia -
- São Pedro (G)
- São João 366
- Cinco Chagas (C) (c. 1623) - 1624
- Nossa Senhora da Quietação (C) (c. 1623) -  1624
- São João (G) -
- Santa Catarina do Monte Sinai
- Nossa Senhora da Conceição (C/G)
- Nossa Senhora dos Remédios
- Nossa Senhora da Saúde (C)
- Nossa Senhora de Belém -  1635
- Bom Jesus (G) 64/70 (1636)
- Santa Teresa (G) (c. 1637) -
- São Sebastião 54 -
- Sacramento - 1647
- Nossa Senhora da Atalaia - Sank 1647
- São Pedro da Ribeira (G)
- Padre Eterno (G) (1663)
- Santo António de Tana 54 -

### Navios da linha
| Navio                      | Comissão  | Origem                                     | Notas |
| -------------------------- | --------- | ------------------------------------------ | ----- |
| Nossa Senhora da Assunção  | 1705–1731 | Reino de Portugal                          |       |
| Nossa Senhora da Conceição | 1707–1724 | Reino de Portugal                          |       |
| Nossa Senhora do Pilar     | 1715–1740 | Reino de Portugal                          |       |
| Vasco da Gama              | 1792–1822 | Reino de Portugal                          |       |
| Dom João VI                | 1816–1852 | Reino Unido de Portugal, Brasil e Algarves |       |
| a                          | 1–1       |                                            |       |

## .–.
| #             | Navio                        | Comissão   | Estado                                        |
| ------------- | ---------------------------- | ---------- | --------------------------------------------- |
| Naus de linha |                              |            |                                               |
|               | Princesa do Céu              | 1700–1718? | Descartada em 1718?                           |
|               | Nossa Senhora de Bettencourt | 1700–1701? | Descartada em 1701?                           |
|               | Nossa Senhora do Vale        | 1700–1701? | Descartada em 1701?                           |
|               | Nossa Senhora da Conceição   | 1700–1724? | Descartada em 1724?                           |
|               | Nossa Senhora do Bom Sucesso | 1766–1822  | Em 1800 passou a chamar-se D. João de Castro. |
|               |                              | 1878-1935  |                                               |
|               |                              | 1897-1933  |                                               |
|               |                              |            |                                               |

## 1850–1860 comissões

### Corvetas

#### Corvetas a vela
| Navio                                      | Comissão  | Origem          | Notas |
| ------------------------------------------ | --------- | --------------- | ----- |
| Nossa Senhora das Angústias e Almas Santas | 1779      | Reino de Itália |       |
| Nossa Senhora da Vitória                   | 1784–1798 | Reino de Itália |       |
| Voador                                     | 1790–1823 | Reino de Itália |       |
| Calipso                                    | 1791–1831 | Reino de Itália |       |
| Princesa da Beira                          | 1798–1841 | Reino de Itália |       |
| Real Voador                                | 1798–1808 | Reino de Itália |       |
| Íris                                       | 1843–1853 |                 |       |
| Goa                                        | 1851–1873 |                 |       |

#### Corvetas mistas
| Navio                 | Comissão  | Notas |
| --------------------- | --------- | ----- |
| Bartolomeu Dias       | 1858–1905 |       |
| Sagres                | 1858–1898 |       |
| Estefânia             | 1858–1909 |       |
| Sá da Bandeira        | 1862–1884 |       |
| Infante Dom João      | 1863–1878 |       |
| Duque da Terceira     | 1864–1911 |       |
| Duque de Palmela      | 1864–1913 |       |
| Infante D. Henrique   | 1869–1879 |       |
| Mindelo               | 1875–1897 |       |
| Rainha de Portugal    | 1875–1900 |       |
| Afonso de Albuquerque | 1875–1909 |       |

#### Corvetas modernas
| Navio                 | Comissão  | Origem                                   | Notas  |
| Classe                | Classe    | Classe                                   | Classe |
| --------------------- | --------- | ---------------------------------------- | ------ |
| [[Ficheiro:\|200px]]' | 1895–1898 | [[Imagem:\|22x20px\|border \|alt=]] [[]] |        |

### Cruzadores
| Navio                         | Comissão  | Origem          | Notas |
| ----------------------------- | --------- | --------------- | ----- |
| Adamastor                     | 1897–1933 | Reino de Itália |       |
| Almirante Reis (Dom Carlos I) | 1898–1925 | Reino Unido     |       |

## Ligações externa
- «Catálogo Dos Navios Brigantinos (1640-1910).» (PDF)